# 박은교
한은교는 대한민국의 영화배우이다. 주로 단편영화 주연으로 활동하고 있다.

## 학력
- 인천도림초등학교 (졸업)
- 논곡중학교 (졸업)
- 인천여자고등학교 (졸업)
- 배재대학교 법학과 (중퇴)

## 본관
- 밀양 박씨(密陽 朴氏) 지족당파(知足堂派)[3] 38세손

## 출연작

### 영화
- 주연으로 나온 작품만 기입할 것.

| 연도 | 제목                      | 배역 | 비고     |
| ---- | ------------------------- | ---- | -------- |
| 2016 | 단편영화《적과》          | 주연 | 데뷔작품 |
| 2017 | 단편영화《무지갯빛 세상》 | 주연 |          |
| 2017 | 단편영화《오래 전 기억》  | 주연 |          |
| 2017 | 단편영화《하루》          | 주연 |          |
| 2018 | 단편영화《피아노》        | 주연 |          |
| 2024 | 단편영화《신념》          | 주연 |          |
| 2024 | 단편영화《어플》          | 주연 |          |
| 2025 | 단편영화《교복》          | 주연 | [ 4 ]    |
| 2025 | 단편영화《소지품》        | 주연 | [ 5 ]    |
| 2025 | 단편영화《간식》          | 주연 | [ 6 ]    |
| 2025 | 단편영화《폴더폰》        | 주연 | [ 7 ]    |
| 2025 | 단편영화《캠코더》        | 주연 | [ 8 ]    |
| 2025 | 단편영화《장미꽃》        | 주연 | [ 9 ]    |
| 2025 | 단편영화《칠판》          | 주연 | [ 10 ]   |
| 2025 | 단편영화《등교》          | 주연 | [ 11 ]   |
| 2025 | 단편영화《다이어리》      | 주연 | [ 12 ]   |
| 2025 | 단편영화《벨소리》        | 주연 | [ 13 ]   |
| 2025 | 단편영화《교복2》         | 주연 | [ 14 ]   |
| 2025 | 단편영화《만화책》        | 주연 | [ 15 ]   |
| 2025 | 단편영화《셀카》          | 주연 | [ 16 ]   |

### 예능
- 주연으로 나온 작품만 기입할 것.

| 연도 | 제목                   | 배역 | 비고   |
| ---- | ---------------------- | ---- | ------ |
| 2021 | UDT 이근《헬위크》     | 주연 | [ 17 ] |
| 2022 | 707 박은하《위드캠핑》 | 주연 | [ 18 ] |

## 기부/봉사활동
- 기부

| 연도 | 기관         | 활동 내용 [출처]                   | 기부금액  |
| ---- | ------------ | ---------------------------------- | --------- |
| 2024 | 한국해비타트 | 독립유공자 후손 주거개선 캠페인    | 100,000원 |
| 2024 | 나비야사랑해 | 고양이 치료                        | 100,000원 |
| 2025 | 대한적십자사 | 2024 제주항공 여객기 사고 지원성금 | 100,000원 |
| 2025 | 나비야사랑해 | 고양이 치료                        | 100,000원 |
| 2025 | 한국해비타트 | 2025 경북산불 이재민 주택 재건     | 100,000원 |

## 배우가 된 계기
국정원 7급 시험을 준비할 때, 취미로 혼자 영화관에서 영화를 보곤했는데 연기를 하면 답답함을 해소 할 수 있을까 싶어 연기학원을 잠깐 다니다 캐스팅이 되어 배우로서 일을 하게 되었다.

## 배우 활동명 변경
2024년에 배우 활동명을 박은교에서 한은교로 변경하였다. 2025년에 문화체육관광부 산하 공식 사이트 KMDb의 영화인으로 등록되었다.

## 그 외 정보
- 키 : 169cm[32]
- MBTI : ENTP[33]

## 취향 정보
- 좋아하는 한국 영화[34]

살인의 추억(2003), 신세계(2013)
- 좋아하는 한국 드라마[35]

미스터 션샤인(2018)
- 좋아하는 만화책[36]

슬램덩크, 꽃보다 남자, 명탐정 코난

## 과거 사진
- 초중고 졸업사진[37]
- 과거 사진1[38]
- 과거 사진2[39]
- 과거 사진3[40]